# Rodeck (Schwarzenbach am Wald)

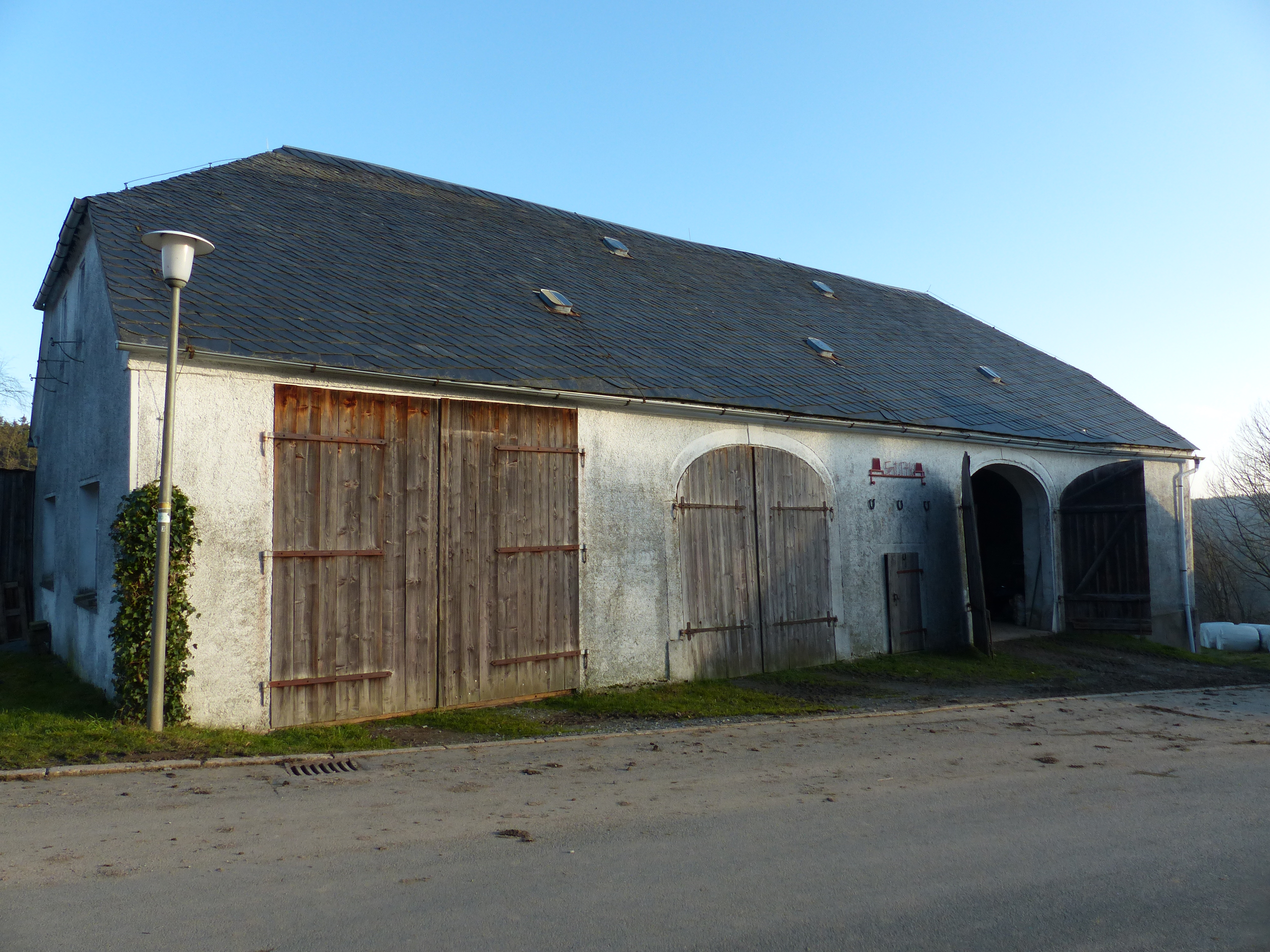
Scheune in Rodeck

Rodeck ist ein Gemeindeteil der Stadt Schwarzenbach am Wald im Landkreis Hof (Oberfranken, Bayern). Die Gemarkung Rodeck hat eine Fläche von 1,547 km². Sie ist in 171 Flurstücke aufgeteilt, die eine durchschnittliche Fläche von 9046,50 m² haben. In ihr liegt neben dem namensgebenden Ort der Gemeindeteil Hohenzorn.

## Geografie
Das Dorf liegt inmitten einer Rodungsinsel und ist umgeben von Waldgebieten. Im Osten fällt das Gelände schroff ins Tal der Wilden Rodach mit der Bischofsmühle ab. Eine Gemeindeverbindungsstraße führt nach Döbra (2,2 km nordöstlich).

## Geschichte
Auf einem Bergsporn befindet sich der Burgstall Radeck.
Gegen Ende des 18. Jahrhunderts bestand Rodeck aus zehn Anwesen (1 Forsthaus mit Schankrecht, 1 Hof, 3 Halbhöfe, 2 Viertelhöfe, 1 Söldengut, 2 Tropfhäuser). Die Hochgerichtsbarkeit hatte das bambergische Centamt Enchenreuth. Das bambergische Kastenamt Stadtsteinach war Grundherr sämtlicher Anwesen.
Von 1802 bis 1810 unterstand Rodeck dem Justiz- und Kammeramt Naila. Infolge des Ersten Gemeindeedikts wurde Rodeck dem 1812 gebildeten Steuerdistrikt Döbra und der zugleich entstandenen Ruralgemeinde Döbra zugewiesen. Im Zuge der Gebietsreform in Bayern wurde Rodeck am 1. Mai 1978  nach Schwarzenbach eingegliedert.

### Baudenkmäler
- Haus Nr. 5: Wohnstallhaus[11]

ehemaliges Baudenkmal
- Forsthaus. Zweigeschossiges, massives Walmdachhaus, zwei zu fünf Achsen, west- und südseitig verschiefert; Erdgeschoss wohl noch 17. Jahrhundert, Fenster erneuert, Obergeschoss 1923 erneuert.[12]

### Einwohnerentwicklung
| Jahr      | 1819  | 1861   | 1871   | 1885   | 1900   | 1925   | 1950   | 1961   | 1970   | 1987   | 2020  |
| Einwohner | 71    | 106    | 90     | 81     | 75     | 68     | 65     | 49     | 53     | 58     | 89    |
| Häuser    |       |        |        | 13     | 13     | 13     | 12     | 11     |        | 27     |       |
| Quelle    | [ 9 ] | [ 14 ] | [ 15 ] | [ 16 ] | [ 17 ] | [ 18 ] | [ 19 ] | [ 20 ] | [ 21 ] | [ 22 ] | [ 1 ] |

## Religion
Rodeck ist seit der Reformation evangelisch-lutherisch geprägt und gehört zur Kirchengemeinde St. Bartholomäus (Döbra), die im 19. Jahrhundert zur Pfarrei erhoben wurde.